# Криптографическая стойкость
Криптографическая стойкость (или криптостойкость) — способность криптографического алгоритма противостоять криптоанализу. Стойким считается алгоритм, успешная атака на который требует от атакующего обладания недостижимым на практике объёмом вычислительных ресурсов или перехваченных открытых и зашифрованных сообщений либо настолько значительных затрат времени на раскрытие, что к его моменту защищённая информация утратит свою актуальность. В большинстве случаев криптостойкость не может быть математически доказана; можно только доказать уязвимости криптографического алгоритма либо (в случае криптосистем с открытым ключом) свести задачу вскрытия алгоритма к некоторой задаче, которая считается вычислительно сложной (то есть доказать, что «взлом» не легче решения этой задачи).

## Типы криптостойких систем шифрования
Рассмотрим условия, которым должна удовлетворять криптосистема для надежной защиты информации. Стойкость зашифрованной информации (криптографическая стойкость, или просто стойкость) зависит от возможности несанкционированного чтения данных.

### Абсолютно стойкие системы
Об абсолютной стойкости (или теоретической стойкости) говорят в случае, если криптосистема не может быть раскрыта ни теоретически, ни практически даже при наличии у атакующего бесконечного количества вычислительных ресурсов. Доказательство существования абсолютно стойких алгоритмов шифрования было выполнено Клодом Шенноном и опубликовано в работе «Теория связи в секретных системах». Там же определены требования к такого рода системам:
- ключ генерируется для каждого сообщения (каждый ключ используется только один раз)
- ключ статистически надёжен (то есть вероятности появления каждого из возможных символов равны, символы в ключевой последовательности независимы и случайны)
- длина ключа равна или больше длины сообщения
- исходный (открытый) текст обладает некоторой избыточностью (что является критерием оценки правильности расшифровки)

Стойкость этих систем не зависит от того, какими вычислительными возможностями обладает криптоаналитик. Практическое применение систем, удовлетворяющих требованиям абсолютной стойкости, ограничено соображениями стоимости и удобства пользования.
Шенноном было доказано, что примером абсолютно стойкого алгоритма является шифр Вернама (одноразовый блокнот). Иными словами, корректное использование шифра Вернама не даёт злоумышленнику никакой информации об открытом тексте (любой бит сообщения он может лишь угадать с вероятностью {\displaystyle 1/2}).

### Достаточно стойкие системы
В основном в криптографических системах гражданского назначения применяются практически стойкие или вычислительно стойкие системы. О вычислительной стойкости системы говорят в случае, если потенциальная возможность вскрыть шифр существует, но при выбранных параметрах и ключах шифрования. На практике атакующий на современном этапе развития технологий не может обладать достаточными вычислительными ресурсами для вскрытия шифра за приемлемое время. Стойкость таких систем зависит от того, какими вычислительными возможностями обладает криптоаналитик.
Практическая стойкость таких систем базируется на теории сложности и оценивается исключительно в расчёте на определённый момент времени и последовательно c двух позиций:
- вычислительная сложность полного перебора;
- известные на данный момент слабости (уязвимости) и их влияние на вычислительную сложность.

В каждом конкретном случае могут существовать дополнительные критерии оценки стойкости.
О доказуемой стойкости говорят в случае, если доказательство стойкости криптосистемы сводится к решению определённой трудно решаемой математической проблемы, положенной в основу алгоритма. Так, криптосистема RSA считается стойкой, если модуль числового преобразования невозможно факторизовать за полиномиальное время.

## Оценка криптостойкости систем шифрования

### Начальная оценка
Поскольку атака методом грубой силы (полным перебором всех ключей) возможна для всех типов криптографических алгоритмов, кроме абсолютно стойких «по Шеннону», для вновь созданного алгоритма она может являться единственной существующей. Способы её оценки основываются на вычислительной сложности, которая затем может быть выражена во времени, деньгах, и требуемой производительности вычислительных ресурсов, например, в MIPS. Эта оценка пока является максимальной и минимальной одновременно.

### Текущая оценка
Дальнейшее исследование алгоритма с целью поиска слабостей (уязвимостей) (криптоанализ) добавляет оценки стойкости по отношению к известным криптографическим атакам (линейный, дифференциальный криптоанализ и др.) и могут понизить известную стойкость.
Например, для многих симметричных шифров существуют слабые ключи и S-блоки, применение которых снижает криптографическую стойкость.
Также важным способом проверки стойкости являются атаки на реализацию, выполняемые для конкретного программно-аппаратно-человеческого комплекса.

### Важность длительной проверки и открытого обсуждения
Чем более длительным и экспертным является анализ алгоритма и реализаций, тем более достоверной можно считать его стойкость. В нескольких случаях длительный и внимательный анализ приводил к снижению оценки стойкости ниже приемлемого уровня (например, в черновых версиях FEAL).
Недостаточная проверка (по мнению многих криптографов — искусственное ослабление) алгоритма потокового шифрования А5/1 привела к успешной атаке.